# Организация Илдырым
Организация «Илдырым» (азерб. İldırım təşkilatı) — тайная националистическая студенческая организация, созданная в Азербайджане в 1942 году против советской оккупации. Целями членов организации были защита и распространение азербайджанского языка, назначение азербайджанцев на высокие должности и создание независимого Азербайджана.
Организация состояла из восьми человек, и все её члены были арестованы в 1948 году. Верховный суд Азербайджанской ССР приговорил их к конфискации всего имущества, лишению свободы и избирательных прав на 5 лет. Трое получили 25 лет тюремного заключения, а остальные пятеро — по 10 лет.
После освобождения из заключения они продолжили свое образование, достигли успехов в своих областях и получили различные научные и почетные звания.

## Об организации
Организация «Илдырым» была создана в 1942 году Исмиханом Рагимовым, Хаджи Зейналовым и Гюльгусейном Гусейноглу. Позже к ним присоединились Муса Абдуллаев, Камал Алиев, Азер Алесгеров, Айдын Вахидов и Камиль Рзаев. Всего в организации было 8 членов, и все они были университетскими студентами. У организации была своя программа и клятва, текст которой составил Исмихан Рагимов. Церемония принятия клятвы состоялась в начале 1944 года в квартире Айдына Вахидова.
Основными целями организации были борьба за независимость Азербайджана, защита и продвижение азербайджанского языка, придание ему статуса государственного, а также обеспечение того, чтобы азербайджанцы занимали высокие посты в государственных учреждениях. Они также выступали за пересмотр дел писателей, арестованных в 1937—1938 годах и обвиненных как враги народа, депортированных в Сибирь или расстрелянных, и стремились к их реабилитации.
На мероприятии Союза писателей Азербайджана, состоявшемся 10 мая 1944 года, Самед Вургун критиковал работу союза и говорил о недостаточном развитии литературы. Члены организации, вдохновленные его речью, написали ему письмо 11 мая, предложив возглавить их движение. В письме они выразили свою поддержку Самеду Вургуну и клялись бороться за независимость Азербайджана до последнего момента. Они также попросили его написать стихотворение под названием «Звезды Родины». Неизвестно, получил ли Самед Вургун это письмо. В 1946 году организация прекратила свою деятельность из-за разногласий среди членов организации.
После того как письмо попало в руки НКВД, в 1945 году во всех вузах Азербайджана студентов заставили писать диктант, чтобы определить почерк автора письма. По почерку было установлено, что письмо написал Исмихан Рагимов, за которым вскоре началась слежка. На основании собранных доказательств 26 сентября 1948 года сначала был арестован Исмихан Рагимов, а затем и остальные члены организации. 21-22 апреля 1949 года Судебная коллегия по уголовным делам Верховного суда Азербайджанской ССР приговорила Гюльгусейна Абдуллаева, Исмихана Рагимова и Хаджи Зейналова к 25 годам лишения свободы, а остальных 5 членов организации к 10 годам. Те, кто получил меньший срок, подали апелляцию, требуя равного наказания с остальными.
Члены организации были сосланы в Сибирь и освобождены только в 1955 году, через два года после смерти Сталина. В 1956 году они были реабилитированы.

## Члены организации
Гюльгусейн Гусейноглу Абдуллаев родился 16 октября 1923 года в селе Моллаоба Масаллинского района. Среднее образование получил в Баку. В 1942 году работал в редакции газеты «Коммунист», а в 1945—1947 годах — в газете «Литература». В 1947 году окончил филологический факультет Азербайджанского государственного университета. В 1942 году вместе с Хаджи Зейналовым и Камилем Рзаевым часто встречался, а после знакомства с Исмиханом Рагимовым основал с Хаджи Зейналовым националистическую организацию «Илдырым». В 1948 году был арестован и приговорён к 25 годам лишения свободы с конфискацией имущества и лишением избирательных прав на 5 лет. После ареста 7 лет провел в исправительно-трудовых лагерях Тайшета и Бодайбо, работая на лесозаготовках. После реабилитации в 1956 году вернулся в Баку и работал на филологическом факультете Азербайджанского государственного университета, став профессором. Автор множества произведений, в 2005 году был удостоен звания «Народный писатель Азербайджана». Умер 8 июля 2013 года в Баку.
Хаджи Хабиб оглы Зейналов родился в 1925 году в Ленкорани. Позднее вместе с семьей переехал в Баку. После окончания бакинской средней школы № 132 в 1943 году поступил на отделение фарси филологического факультета Азербайджанского государственного университета. Вместе с Гюльгусейном Гусейноглу и Исмиханом Рагимовым основал националистическую организацию «Илдырым». На четвёртом курсе начал работать цензором в Главном управлении по литературе и издательствам Азербайджанской ССР, где трудился до марта 1948 года. В августе того же года он стал ответственным секретарем журнала «Доклады Академии наук Азербайджанской ССР». В 1948 году Зейналов был арестован и приговорён к 25 годам лишения свободы с конфискацией имущества и лишением избирательных прав на 5 лет. В 1955 году его освободили, а в 1956 году он был реабилитирован. После возвращения из ссылки с 1959 по 1989 год занимал должность начальника отдела редакционно-издательского совета Академии наук Азербайджана. Лауреат нескольких государственных наград, Хаджи Зейналов скончался 24 октября 1989 года.
Клянусь честью, дружбой, хлебом и солью, материнским молоком и чистой совестью. Я буду верен своей организации и товарищам до конца. Если я нарушу эту клятву, пусть меня накажут суровой карой и проклянут.
Исмихан Мамед оглы Рагимов родился 18 сентября 1925 года в Баку. В 1937 году его отец был арестован и расстрелян советским режимом. В 1941 году Исмихан поступил в Институт иностранных языков. В 1943 году окончил его с отличием и поступил на филологический факультет Азербайджанского государственного университета. Одновременно он также поступил в Азербайджанский медицинский институт, но после успешного окончания филологического факультета в 1946 году решил оставить медицинское образование и поступил в аспирантуру. В 1948 году Рагимов был арестован и приговорён к 25 годам лишения свободы с конфискацией имущества и лишением избирательных прав на 5 лет. В 1955 году он был освобождён, а в 1956 году реабилитирован. После возвращения в Баку продолжил своё обучение в аспирантуре. В 1959 году он защитил диссертацию по творчеству Джорджа Байрона. В дальнейшем он полностью посвятил свою жизнь преподаванию и науке. Исмихан Рагимов был заведующим кафедрой и деканом в Азербайджанском государственном институте иностранных языков, разработал методику ускоренного обучения английскому языку и написал несколько книг и словарей по лингвистике. В 2000 году он был награждён орденом «Шохрет» за заслуги в области образования. С 2002 года был личным стипендиатом Президента Азербайджанской Республики. Исмихан Рагимов скончался 15 декабря 2004 года в Баку.
Айдын Маджид оглы Вахидов родился 11 июля 1925 года в Баку. После окончания средней школы в 1943 году вместе с другом Камалом Алиевым поступил в Московский авиационный институт, однако из-за сложностей, связанных с Второй Мировой войной, был вынужден вернуться в Баку, где продолжил обучение в Азербайджанском индустриальном институте. В 1944 году он стал членом организации «Илдырым». Когда в 1948 году его арестовали, он был студентом пятого курса, женатым и имел одну дочь. Верховный суд Азербайджанской ССР приговорил его к 10 годам лишения свободы с конфискацией имущества и лишением избирательных прав на 5 лет. В 1955 году Вахидов был освобожден, а в 1956 году реабилитирован. В том же году он был восстановлен в Азербайджанском индустриальном институте и окончил его. После этого он работал инженером-технологом на Бакинском ремонтно-тракторном заводе, начальником отдела на заводе имени Калинина, директором Бакинского экспериментального завода и машиностроительного завода имени Б. Сардарова. Айдын Вахидов был награждён несколькими государственными наградами. Он скончался в 2007 году в Баку.
Муса Мирмамед оглы Абдуллаев родился 27 ноября 1927 года в селе Кызылагадж Масаллинского района. После получения среднего образования в Баку он поступил на лечебно-профилактический факультет Азербайджанского государственного медицинского института, а также на факультет английского языка Азербайджанского государственного педагогического института иностранных языков. В 1944 году стал членом организации «Илдырым». В 1948 году был арестован. Верховный суд Азербайджанской ССР приговорил его к 10 годам лишения свободы с конфискацией имущества и лишением избирательных прав на 5 лет. В 1955 году был освобожден, а в 1956 году реабилитирован. После возвращения из ссылки он продолжил обучение и окончил институт в 1958 году. Работал в области гематологии, был доктором медицинских наук, профессором и переводчиком-филологом. Написал несколько книг по медицине, а также был автором первого в СССР «Англо-азербайджанского медицинского словаря». До своей смерти был заведующим кафедрой в Азербайджанском медицинском институте. Скончался 8 августа 1979 года в Баку.
Камал Алибахыш оглы Алиев родился 27 сентября 1925 года в Баку. После окончания средней школы в 1943 году вместе с другом Айдыном Вахидовым поступил в Московский авиационный институт, но из-за трудностей, вызванных Второй мировой войной, был вынужден вернуться в Баку, где продолжил обучение в Азербайджанском индустриальном институте. В 1944 году стал членом организации «Илдырым». В 1948 году, будучи студентом пятого курса, через две недели после свадьбы, был арестован. Верховный суд Азербайджанской ССР приговорил его к 10 годам лишения свободы с конфискацией имущества и лишением избирательных прав на 5 лет. В 1955 году был освобожден, а в 1956 году реабилитирован. В тот же год он был восстановлен в Азербайджанском индустриальном институте и успешно его окончил. После этого работал механиком на заводе имени Калинина, затем главным инженером на заводе имени Кирова. В 1963 году был назначен директором завода «Большевик». В 1966 году Указом Президиума Верховного Совета Азербайджанской ССР ему было присвоено звание «Заслуженный инженер». Он скончался 11 декабря 1977 года.
Азер Абдульхалыг оглы Аласкеров родился в 1926 году в Баку. Окончил факультет филологии Азербайджанского государственного университета по специальности персидский язык. В 1944 году стал членом организации «Илдырым». 7 ноября 1948 года был арестован. Верховным судом Азербайджанской ССР был лишён права голоса на 5 лет и свободы на 10 лет с конфискацией всего имущества. В 1955 году был освобождён, а в 1956 году полностью реабилитирован. Много лет работал синхронным переводчиком с русского на азербайджанский в Азербайджанском государственном информационном агентстве. Скончался в 1980-х годах.
Камиль Абдулла оглы Рзаев родился в 1924 году в Баку. Окончил школу № 132, после чего поступил в Азербайджанский институт народного хозяйства. В 1942 году часто проводил встречи вместе с Гаджи Зейналовым и Гюльгусейном Гусейноглу. В 1942 году был призван на военную службу и участвовал во Второй мировой войне. С сентября 1942 года по январь 1943 года служил в 352-м запасном зенитно-артиллерийском полку, а с мая 1944 по апрель 1947 года был разведчиком в 667-м гаубичном артиллерийском полку. 11 апреля 1947 года был демобилизован. За храбрость был награждён орденом «Красная Звезда» (№ 18173995), медалью «За взятие Кёнигсберга», медалью «За победу над Германией». После окончания службы вернулся в Баку и продолжил учёбу в Азербайджанском институте народного хозяйства. В 1949 году был арестован и приговорён Верховным судом Азербайджанской ССР к лишению избирательных прав на 5 лет и свободы на 10 лет с конфискацией имущества. По решению Верховного совета СССР в 1954 году был освобождён с восстановлением всех прав. Вернувшись в Баку, восстановился в институте для завершения образования. Из-за наказания, отбываемого в Сибири, у него возникли проблемы со здоровьем. В 1957 году он скончался.

## Память
Впервые об организации через 42 года после её существования написал историк Зия Буниятов. Он опубликовал статью «Илдырым» в газете «Молодёжь Азербайджана» от 17-18 марта 1990 года, где рассказал о деятельности организации. В 1993 году в своей книге «Красный террор» он предоставил более подробную информацию об организации, добавив допросы, протоколы и другие данные.
В 2002 году был снят документальный фильм «Илдырым» авторства Асафа Гулиева, а в 2003 году — фильм «Путники на молниеносном пути» авторства Муселлима Гасанова.
В 2017 году в Азербайджанском университете языков была открыта аудитория имени Исмихана Рагимова.

### Фильмы
- Илдырым (фильм)
- Путники на пути Молнии
- К 93-летию со дня рождения Мусы Абдуллаева / ATV
- Страницы истории Азербайджана: организация «Илдырым» / Медениййет ТВ
- Тайная организация азербайджанцев против СССР — «Илдырым» / «Белэ Белэ Ишлер»